# 旗手怜央
旗手怜央（日語：旗手 怜央；1997年11月21日—），日本足球運動員，司職後衛，現效力苏格兰足球超级联赛球隊些路迪，日本國家足球隊成員。

## 俱樂部生涯
旗手怜央1997年出生于日本铃鹿市，小时候就参加当地俱乐部的青训。
高中时代考上了足球水平很高的静冈学园。高二的时候，他和现鹿岛鹿角的中场名古新太郎一同帮助球队打进2014年的全国足球锦标赛，在首轮6-0大胜佐贺东的比赛中，旗手怜央就完成了进球。这届比赛，静冈学园进入8强，1-2输给日大藤泽，无缘半决赛。2015年，静冈学园在县大会决赛输球，旗手怜央错过了第2次参加全国大会的机会。高中毕业之后，旗手怜央没有选择进职业队，而是考取了顺天堂大学。
2016年，旗手怜央在20轮联赛中打进9球，以大一新生身份荣膺赛事最佳射手，帮助球队获得第4名，赛季末获得“新人王”的称号。此后3个赛季，顺天堂大学的成绩虽然一般，但是旗手怜央连续3个赛季入选最佳阵容，直到最后他被川崎前锋选中成为职业球员。
2019赛季日职联赛的最后一轮川崎前锋对札幌冈萨多的比赛，旗手怜央替补出场5分钟。
2021赛季开局连续6轮比赛，旗手怜央都作为左后卫出场，送上2个助攻。此后时间里，球员不断在中场、左后卫、左前卫等多个位置调换。
2021年12月31日，苏超些路迪俱乐部宣布从川崎前锋签入旗手怜央，合约四年半。
苏超联赛第21轮的一场比赛，些路迪主场2比0战胜喜伯年，旗手怜央完成了球队首秀，在赛后被评为全场最佳球员。
苏超第23轮，些路迪客场2-1赫斯，旗手怜央打进个人加盟后首粒进球，赛后以8分的评分再度获得全场最佳球员。
在2月3日进行的苏超国家德比中，些路迪3-0大胜流浪者，旗手怜央首发出场完成两进球一助攻的出色表现，赛后当选全场最佳。
2022年9月14日，欧冠小组赛第2轮，些路迪1:1战平乌克兰球队顿涅茨克矿工。旗手怜央首发第68分钟被换下。第10分钟旗手怜央禁区左侧小角度打门造成阿特姆·邦达连科的乌龙，德转数据认定为旗手怜央的助攻。

## 國家隊生涯
旗手怜央于2017加入日本U21国家队，并于2018年随队征战雅加达亚运。
旗手怜央曾在土伦杯小组赛第二轮对阵智利国奥队的比赛上演帽子戏法。
世预赛亚洲区12强赛日本主场1-1战平越南。旗手怜央迎来了他在日本国家队的处子秀。

## 榮譽

### 球會
川崎前鋒
- 日職J1聯賽冠軍：2020、2021
- 天皇杯冠軍：2020
- 日本超級盃冠軍：2021

些路迪
- 蘇格蘭足球超級聯賽冠軍：2021–22[7]、2022–23、2023–24、2024–25
- 蘇格蘭足總盃冠軍：2022–23[8]、2023–24
- 蘇格蘭聯賽盃冠軍：2022-23[9]、2024–25

### 個人
- 日職聯賽年度最佳陣容：2021

## 外部連結
- 川崎フロンターレによる公式プロフィール